# Verdammte, süße Welt
Verdammte, süße Welt ist ein US-amerikanischer Spielfilm von Robert Mulligan aus dem Jahr 1965. Der Film entstand nach dem Roman Inside Daisy Clover von Gavin Lambert, der auch das Drehbuch verfasste.

## Handlung
Der Film spielt während der 1930er-Jahre in Kalifornien. Daisy Clover ist 15 Jahre alt und steckt mitten in der Pubertät. Sie lebt bei ihrer Mutter, die sie aufgrund deren Leidenschaft für das Kartenspiel Solitaire „Dealer“ nennt. Daisy träumt davon, ein Hollywood-Star zu werden, und nimmt ein Lied auf, das sie dem Produzenten Raymond Swan schickt. Tatsächlich erhält sie eine Reaktion von Swan. Er macht Probeaufnahmen mit ihr und gibt ihr schließlich einen Vertrag. 
Daisy verlässt ihr Zuhause und geht nach Hollywood. Ihre Schwester Gloria sorgt (zusammen mit ihrem Ehemann Harry und Raymond Swan) unterdessen dafür, dass Mrs. Clover (die Mutter) in eine psychiatrische Anstalt kommt, und wird von Swan dazu erkoren, auf die kleine Schwester in Hollywood aufzupassen. Swan organisiert eine Party, um Daisy den Leuten von der Filmindustrie vorzustellen. Auf dieser Party lernt Daisy den Filmstar Wade Lewis kennen und verliebt sich in ihn. Sie verbringen gleich die Nacht miteinander und sind fortan ein Paar. Nach der Premiere ihres ersten Films verkünden sie Swan, dass sie heiraten möchten.
Nach der Hochzeitsnacht wacht Daisy alleine auf, Wade ist verschwunden. Sie macht sich auf die Suche nach ihm und trifft auf Swans Ehefrau Melora. Diese erzählt ihr, dass Wade eigentlich eher Männer als Frauen liebe. Raymond bestätigt die Aussagen seiner Frau und baut sie wieder auf. Nach dieser Enttäuschung besucht sie ihrer Mutter ins Sanatorium. Sie nimmt sie mit zu sich in ihr Strandhaus, doch schon kurze Zeit später stirbt die Mutter. Daisy erleidet einen Nervenzusammenbruch. Trotz der Verbesserung ihres Zustands weigert sie sich, ihr Haus zu verlassen. Alle versuchen, sie zu überzeugen, den begonnenen Film zu beenden. Sogar Lewis Wade kommt zu ihr, um zu versuchen, ihre Meinung zu ändern. Schließlich schafft Raymond, sie aus dem Bett zu holen... Aber nicht, um zur Arbeit zu kommen, sondern Selbstmord zu begehen. Während ihres Selbstmordversuchs wird Daisy ständig vom Telefon unterbrochen. 
Auf einmal verwirft Daisy den Gedanken. In ihrem Haus dreht sie den Gashahn auf und verlässt das Haus, um am Strand spazieren zu gehen und nachzudenken. Im Hintergrund explodiert das Haus. Als ein Spaziergänger sie anspricht und fragt, was denn passiert sei, antwortet sie: "Jemand hat den Krieg erklärt."

## Kritiken
„Eine kritische Selbstspiegelung der amerikanischen Filmindustrie, die aber teils ins Rührselige, teils ins Kitschige abrutscht und ihre Aussage durch Überspitzung schwächt. In der Hauptrolle hervorragend gespielt.“

„Das interessante Thema von dem Scheitern eines Teenagers als Film- und Schlagerstar geriet in diesem amerikanischen Farb-Breitwandfilm [...] durch die unsichere Wahl der Mittel daneben: Die Traumfabrik, die angeprangert werden sollte, wurde zum Habitus der ganzen Handlung gewählt. Trotzdem natürlich anschaubar (frühestens jedoch ab 18).“

## Auszeichnungen
Ruth Gordon wurde 1966 mit dem Golden Globe Award in der Kategorie beste Nebendarstellerin ausgezeichnet. Robert Redford erhielt einen Golden Globe Award als bester Nachwuchsdarsteller. Natalie Wood erhielt eine Golden-Globe-Nominierung in der Kategorie Beste Hauptdarstellerin in einem Musical oder einer Komödie. Bei der Oscarverleihung 1966 waren Ruth Gordon (Beste Nebendarstellerin), Robert Clatworthy und George James Hopkins (Bestes Szenenbild), Edith Head und Bill Thomas (Beste Kostüme) für einen Oscar nominiert.